# Лоуи, Бернард
Бернард Лоуи (англ. Bernard Lowy; 1916—1992) — американский миколог (также этномиколог) и фитопатолог.

## Биография
Бернард Лоуи родился в 1916 году. Учился в Айовском университете, окончил его со степенью бакалавра. Затем он стал учиться в Лонгайлендском университете, где получил степени магистра и доктора философии. С 1951 года Лоуи работал в департаменте ботаники и фитопатологии Университета штата Луизиана, где создал микологический гербарий, включавший к 1992 году более 30 тысяч образцов. В 1971 году он принял участие в создании отдельного департамента ботаники. Некоторое время Бернард преподавал в университетах Мексики, Перу, Аргентины и Бразилии. Также он несколько лет работал в редакциях журналов Mycologia и Revista Interamericana Review. Бернард Лоуи скончался в 1992 году в возрасте 76 лет. Книга Psychoactive Fungi of the World, написанная Бернардом в соавторстве с Майклом Монтанем, была издана в 1994 году.

## Некоторые научные работы
- Lowy, B. The genus Auricularia (англ.) // Mycologia : journal. — Taylor & Francis, 1952. — Vol. 44. — P. 656—692.
- Lowy, B. (1971). Tremellales. In Organization for Flora Neotropica [ed.], Flora Neotropica 6: 1—153.
- Blackwell, M.; Lowy, B.; Wasser, S.P. Нові та маловідомі для США віді порядку Agaricales s.l. (укр.) // Український Ботанічний Журнал. — 1991. — Т. 48, № 3. — С. 70—73.

## Виды, названные в честь Б. Лоуи
- Dacryopinax lowyi S.Sierra & Cifuentes, 2005
- Rhodophyllus lowyi Singer, 1973 [syn.  Entoloma lowyi (Singer) E.Horak, 1978]